# Запис липа код цркве (Стрмостен)
Запис липа код цркве (Стрмостен) се налази на парцели чији је власник Српска православна црква.

## Локација
| Општина             | Деспотовац                                                                  |
| Катастарска општина | Стрмостен                                                                   |
| Потес               | Село                                                                        |
| Координате          | 44° 06′ 17″ С; 21° 35′ 38″ И / 44.104700000000001° С; 21.594000000000001° И |
| Надморска висина    | 320m                                                                        |

## Карактеристике
Дендрометријске вредности утврђене на терену и сателитским снимцима:
| Стабло                     | Липа |
| Висина стабла              | m    |
| Обим дебла                 | m    |
| Пречник крошње             | 15m  |
| Пречник дебла              | m    |
| Висина дебла до прве гране | m    |

## База записа
Запис је у оквиру Викимедија пројекта "Запис - Свето дрво" заведен под редним бројем 0411.